# Nakajima Ki-115
El Nakajima Ki-115 Tsurugi (剣, Tsuguri, "Sabre" en català) era un avió kamikaze japonès desenvolupat per l'Exèrcit Imperial Japonès de l'aire a les etapes finals de la Segona Guerra Mundial, en 1945. La Marina Imperial Japonesa el va anomenar Tōka (藤花, "Flor Wisteria").

## Context històric
L'avió es va dissenyar per a ser utilitzat en atacs kamikaze en vaixells i forces de desembarcament aliades en la invasió del Japó, les operacions Downfall i Coronet, les quals no es va portar mai a la pràctica.
Com que l'Alt Comandament Japonès va veure que no els quedaven més avions obsolets per fer els atacs kamikaze, es van decidir per començar a construir un nou tipus d'avió, que es pogués produir en grans números, fos econòmic i havien de ser construïts amb molta rapidesa abans de la invasió del Japó.

## Construcció
L'avió era molt simple, i estava fet amb materials no gaire importats per a l'esforç bèl·lic (com fusta o metall). Per fer-lo més lleuger, tenien un tren d'aterratge que només l'ajudés a enlairar-se (ja que no havia d'haver-hi cap aterratge), i estava col·locat en un tub de ferro sota de l'avió.
L'avió era molt difícil de controlar, ja que tenia algunes característiques incontrolables, que en versions posteriors es van corregir. Els primers dissenys només els podien pilotar els pilots experts, degut a la seva gran dificultat en el vol. La guerra va acabar abans que l'avió pogués arribar a entrar en combat, individualment, haurien estat poc eficients, però usat en onades de centenars, o fins i tot de milers d'aeronaus, podien haver estat força efectius.

## Supervivents

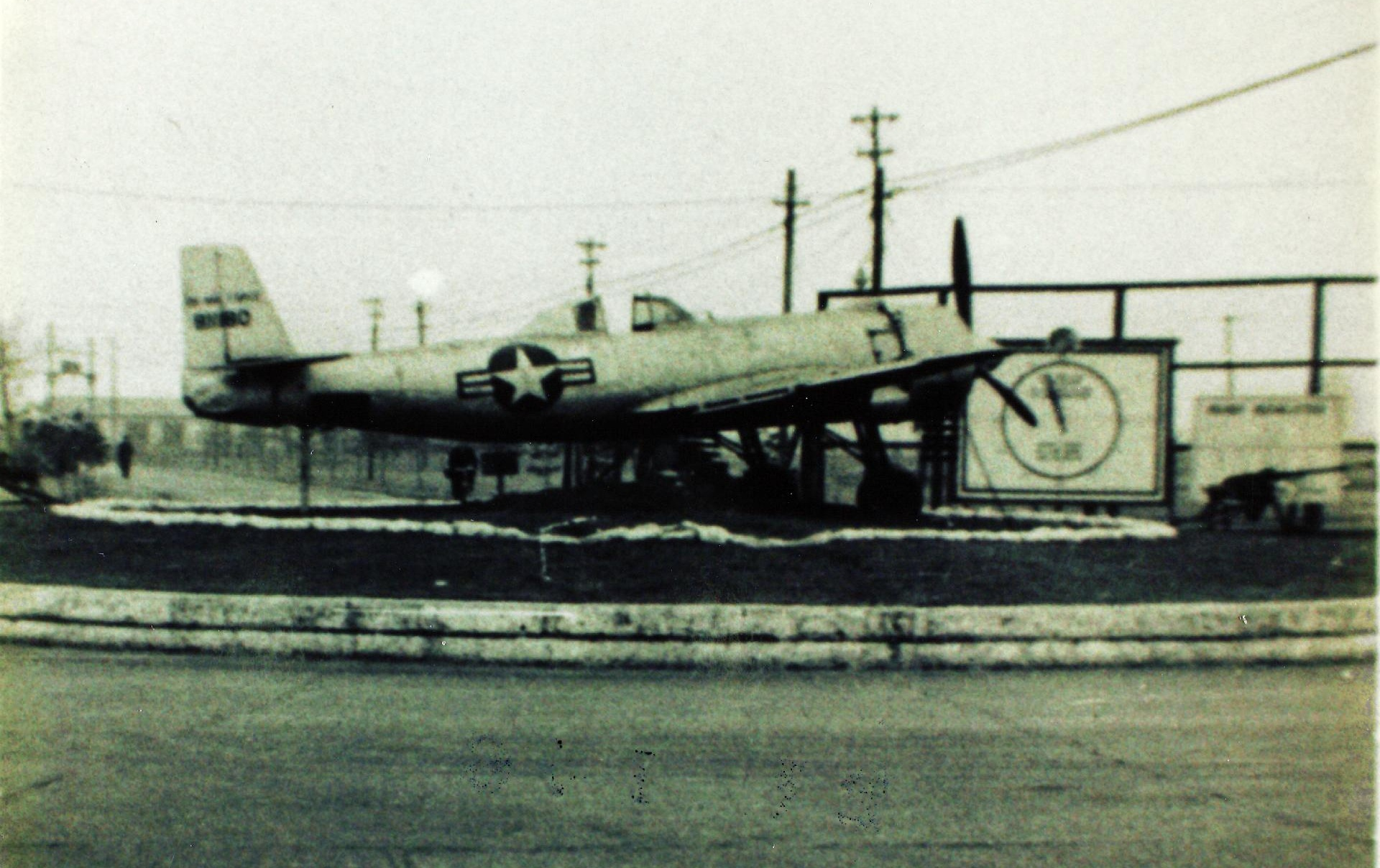
Un Ki-115 amb marques de la USAF en la Base Aèria de Yokota

Es conserva un Ki-115 al Museu Nacional de l'Aire i l'Espai, a mig desmuntar. Un altre Ki-115, es pot trobar en la Base Aèria de Yokota, en un museu japonès.

## Variants
- Ki-115 Tsurugi: Avió d'atac suïcida monoplaça. La versió produïda.
- Ki-230: Avió d'atac suïcida monoplaça. Versió dissenyada però no produïda.[6]